# Tour of Beijing 2013
3. edycja wyścigu kolarskiego Dookoła Pekinu odbyła się w dniach 11–15 października 2013 i liczyła 835,5 km. Start i meta tego pięcioetapowego wyścigu znajdowały się w Pekinie. Wyścig ten figurował w rankingu światowym UCI World Tour 2013 i był ostatnim wyścigiem tego cyklu w sezonie.

## Uczestnicy
Na starcie wyścigu stanęło dziewiętnaście drużyn: dziewiętnaście jeżdżących w UCI World Tour 2013 i jedna zaproszona przez organizatorów z tzw. "dziką kartą".
Lista drużyn uczestniczących w wyścigu:
| Numery  | Kod | Zespół                  |
| ------- | --- | ----------------------- |
| 1-8     | OPQ | Omega Pharma-Quick Step |
| 11-18   | ALM | Ag2r-La Mondiale        |
| 21-28   | AST | Pro Team Astana         |
| 31-38   | BEL | Belkin                  |
| 41-48   | BMC | BMC Racing Team         |
| 51-58   | CAN | Cannondale              |
| 61-68   | EUS | Euskaltel-Euskadi       |
| 71-78   | FDJ | FDJ                     |
| 81-88   | GRS | Garmin-Sharp            |
| 91-98   | KAT | Team Katusha            |
| 101-108 | LAM | Lampre-Merida           |

| Numery  | Kod | Drużyna                          |
| ------- | --- | -------------------------------- |
| 111-118 | LTB | Lotto-Belisol                    |
| 121-128 | MOV | Movistar Team                    |
| 131-138 | OGE | Orica-GreenEDGE                  |
| 141-148 | RLT | RadioShack-Leopard               |
| 151-158 | SKY | Sky Procycling                   |
| 161-168 | ARG | Argos-Shimano                    |
| 171-178 | TST | Team Saxo-Tinkoff                |
| 181-188 | VCD | Vacansoleil-DCM                  |
| 191-198 | CSS | Champion System Pro Cycling Team |

## Etapy
| Etap | Data            | Start - Meta                                  | km    | Typ         | Zwycięzca etapu | Lider           |
| ---- | --------------- | --------------------------------------------- | ----- | ----------- | --------------- | --------------- |
| 1    | 11 października | Shunyi - Huairou Studio City                  | 190,5 | Płaski      | Thor Hushovd    | Thor Hushovd    |
| 2.   | 12 października | Huairou Studio City - Yanqing                 | 201,5 | Pagórkowaty | Nacer Bouhanni  | Nacer Bouhanni  |
| 3.   | 13 października | Yanqing - Qiandiajian                         | 176   | Pagórkowaty | Nacer Bouhanni  | Nacer Bouhanni  |
| 4.   | 14 października | Yanqing - Mentougou Miaofeng Mountain         | 150   | Górski      | Beñat Intxausti | Beñat Intxausti |
| 5.   | 15 października | Plac Niebiańskiego Spokoju - Stadion Narodowy | 117   | Płaski      | Luka Mezgec     | Beñat Intxausti |

### Etap 1 - 11.10: Shunyi - Huairou Studio City 190,5 km
| #   | Zawodnik     | Zespół | Czas       |
| --- | ------------ | ------ | ---------- |
| 1   | Thor Hushovd | BMC    | 4h 20' 34" |
| 2   | Luka Mezgec  | ARG    | + 0"       |
| 3   | Nikolas Maes | OPQ    | + 0"       |
|     |              |        |            |
| 110 | Michał Gołaś | OPQ    | + 0"       |

| #   | Zawodnik       | Zespół | Czas       |
| --- | -------------- | ------ | ---------- |
| 1   | Thor Hushovd   | BMC    | 4h 20' 24" |
| 2   | Willem Wauters | VCD    | + 3"       |
| 3   | Luka Mezgec    | ARG    | + 4"       |
|     |                |        |            |
| 111 | Michał Gołaś   | OPQ    | + 10"      |

### Etap 2 - 12.10: Huairou Studio City - Yanqing 201,5 km
| #   | Zawodnik        | Zespół | Czas       |
| --- | --------------- | ------ | ---------- |
| 1   | Nacer Bouhanni  | FDJ    | 4h 59' 49" |
| 2   | Roberto Ferrari | LAM    | + 0"       |
| 3   | Mitchell Docker | OGE    | + 0"       |
|     |                 |        |            |
| 124 | Michał Gołaś    | OPQ    | + 0"       |

| #   | Zawodnik       | Zespół | Czas       |
| --- | -------------- | ------ | ---------- |
| 1   | Nacer Bouhanni | FDJ    | 9h 20' 13" |
| 2   | Thor Hushovd   | BMC    | + 0"       |
| 3   | Maxime Bouet   | ALM    | + 1"       |
|     |                |        |            |
| 126 | Michał Gołaś   | OPQ    | + 10"      |

### Etap 3 - 13.10: Yanqing - Qiandiajian 176 km
| #  | Zawodnik           | Zespół | Czas       |
| -- | ------------------ | ------ | ---------- |
| 1  | Nacer Bouhanni     | FDJ    | 4h 08' 15" |
| 2  | Michael Matthews   | OGE    | + 0"       |
| 3  | Aleksiej Catiewicz | KAT    | + 0"       |
|    |                    |        |            |
| 60 | Michał Gołaś       | OPQ    | + 37"      |

| #  | Zawodnik         | Zespół | Czas        |
| -- | ---------------- | ------ | ----------- |
| 1  | Nacer Bouhanni   | FDJ    | 13h 28' 18" |
| 2  | Michael Matthews | OGE    | + 11"       |
| 3  | Maxime Bouet     | ALM    | + 11"       |
|    |                  |        |             |
| 61 | Michał Gołaś     | OPQ    | + 57"       |

### Etap 4 - 14.10: Yanqing - Mentougou Miaofeng Mountain 150,5 km
| #  | Zawodnik        | Zespół | Czas       |
| -- | --------------- | ------ | ---------- |
| 1  | Beñat Intxausti | MOV    | 3h 43' 26" |
| 2  | Daniel Martin   | GRS    | + 3"       |
| 3  | David López     | SKY    | + 3"       |
|    |                 |        |            |
| 66 | Michał Gołaś    | OPQ    | + 8' 58"   |

| #  | Zawodnik        | Zespół | Czas        |
| -- | --------------- | ------ | ----------- |
| 1  | Beñat Intxausti | MOV    | 17h 11' 50" |
| 2  | Daniel Martin   | GRS    | + 10"       |
| 3  | David López     | SKY    | + 13"       |
|    |                 |        |             |
| 60 | Michał Gołaś    | OPQ    | + 9' 48"    |

### Etap 5 - 15.10: Plac Niebiańskiego Spokoju - Stadion Narodowy 117 km
| #  | Zawodnik       | Zespół | Czas       |
| -- | -------------- | ------ | ---------- |
| 1  | Luka Mezgec    | ARG    | 2h 23' 56" |
| 2  | Nacer Bouhanni | FDJ    | + 0"       |
| 3  | Moreno Hofland | BEL    | + 0"       |
|    |                |        |            |
| 73 | Michał Gołaś   | OPQ    | + 18"      |

| #  | Zawodnik        | Zespół | Czas        |
| -- | --------------- | ------ | ----------- |
| 1  | Beñat Intxausti | MOV    | 19h 35' 46" |
| 2  | Daniel Martin   | GRS    | + 10"       |
| 3  | David López     | SKY    | + 13"       |
|    |                 |        |             |
| 61 | Michał Gołaś    | OPQ    | + 10' 06"   |

## Posiadacze koszulek po poszczególnych etapach
| Etap                 | Zwycięzca            | Klasyfikacja generalna | Klasyfikacja górska | Klasyfikacja punktowa | Klasyfikacja młodzieżowa | Klasyfikacja drużynowa |
| -------------------- | -------------------- | ---------------------- | ------------------- | --------------------- | ------------------------ | ---------------------- |
| 1                    | Thor Hushovd         | Thor Hushovd           | Sander Cordeel      | Thor Hushovd          | Willem Wauters           | Katusha Team           |
| 2                    | Nacer Bouhanni       | Nacer Bouhanni         | Thomas De Gendt     | Nacer Bouhanni        | Nacer Bouhanni           | Katusha Team           |
| 3                    | Nacer Bouhanni       | Nacer Bouhanni         | Damiano Caruso      | Nacer Bouhanni        | Nacer Bouhanni           | BMC Racing Team        |
| 4                    | Beñat Intxausti      | Beñat Intxausti        | Damiano Caruso      | Nacer Bouhanni        | Romain Bardet            | Movistar Team          |
| 5                    | Luka Mezgec          | Beñat Intxausti        | Damiano Caruso      | Nacer Bouhanni        | Romain Bardet            | BMC Racing Team        |
| Klasyfikacja końcowa | Klasyfikacja końcowa | Beñat Intxausti        | Damiano Caruso      | Nacer Bouhanni        | Romain Bardet            | BMC Racing Team        |

## Klasyfikacje końcowe

### Klasyfikacja generalna
|    | Zawodnik        | Zespół                  | Czas        |
| -- | --------------- | ----------------------- | ----------- |
| 1  | Beñat Intxausti | Movistar Team           | 19h 35′ 46″ |
| 2  | Daniel Martin   | Garmin-Sharp            | + 10″       |
| 3  | David López     | Sky Procycling          | + 13″       |
| 4  | Rui Costa       | Movistar Team           | + 18″       |
| 5  | Romain Bardet   | Ag2r-La Mondiale        | + 24″       |
| 6  | Tony Martin     | Omega Pharma-Quick Step | + 24"       |
| 7  | Jan Bakelants   | RadioShack-Leopard      | + 26"       |
| 8  | Robert Gesink   | Belkin                  | + 26"       |
| 9  | Ivan Basso      | Cannondale              | + 26"       |
| 10 | Garakoitz Bravo | Euskaltel-Euskadi       | + 31"       |
|    |                 |                         |             |
| 61 | Michał Gołaś    | Omega Pharma-Quick Step | + 10' 06"   |

|   | Zawodnik            | Zespół                  | Punkty |
| - | ------------------- | ----------------------- | ------ |
| 1 | Nacer Bouhanni      | FDJ                     | 52     |
| 2 | Luka Mezgec         | Argos-Shimano           | 36     |
| 3 | Matti Breschel      | Team Saxo-Tinkoff       | 33     |
| 4 | Alessandro Petacchi | Omega Pharma-Quick Step | 33     |
| 5 | Roberto Ferrari     | Lampre-Merida           | 31     |

|   | Zawodnik            | Zespół                           | Punkty |
| - | ------------------- | -------------------------------- | ------ |
| 1 | Damiano Caruso      | Cannondale                       | 49     |
| 2 | Wesley Sulzberger   | Orica-GreenEDGE                  | 35     |
| 3 | José Iván Gutiérrez | Movistar Team                    | 18     |
| 4 | Chad Beyer          | Champion System Pro Cycling Team | 17     |
| 5 | Olivier Kaisen      | Lotto-Belisol                    | 16     |

|   | Zawodnik        | Zespół            | Czas        |
| - | --------------- | ----------------- | ----------- |
| 1 | Romain Bardet   | Ag2r-La Mondiale  | 19h 36′ 10″ |
| 2 | Garakoitz Bravo | Euskaltel-Euskadi | + 7"        |
| 3 | Carlos Betancur | Ag2r-La Mondiale  | + 7"        |
| 4 | Jan Polanc      | Lampre-Merida     | + 17"       |
| 5 | Dominik Nerz    | BMC Racing Team   | + 17"       |

|   | Zespół             | Czas        |
| - | ------------------ | ----------- |
| 1 | BMC Racing Team    | 58h 49′ 11″ |
| 2 | Movistar Team      | + 4"        |
| 3 | Ag2r-La Mondiale   | + 18"       |
| 4 | RadioShack-Leopard | + 29"       |
| 5 | Sky Procycling     | + 54"       |